# 폭스만

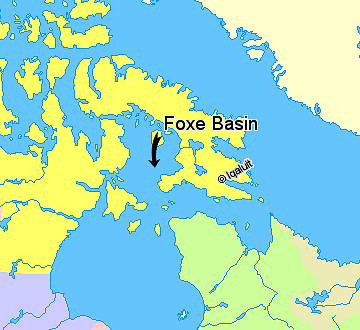

폭스만(Foxe Basin)은 캐나다 누나부트 준주에 위치한 얕은 해저분지로, 허드슨 만의 바로 북쪽에 있으며 배핀섬과 누나부트 본토의 멜빌반도 사이에 있다. 연중 대부분 동안 해빙과 유빙으로 뒤덮여 있다. 1631년 이곳을 발견한 영국의 탐험가 루크 폭스(Luke Foxe)에게서 이름이 유래한다.